# Rózsavirágúak
A rózsavirágúak (Rosales) a zárvatermők valódi kétszikűek kládján belül a rosids csoportba tartozó növényrend. A rendben megfigyelhető a morfológiai tulajdonságok alakulása az ősibbektől a levezetett tulajdonságokig: a porzószám az ősibb taxonokban sok, illetve az öt többszöröse, a levezetettebbekben pontosan öt. Az apokarpikus termőtáj szinkarpikussá, később monokarpikussá válik. A termő fokozatosan alsó állásúvá alakul. Az egyszerű aszmag- és tüszőterméseken túl változatos termésformák, terméságazatok jönnek létre. Elterjedt a rovarmegporzás, a szélmegporzás igen ritka, másodlagosan kialakult.
Az APG rendszerezése szerinti rózsavirágúak rendjébe jól ismert növények tartoznak: a rózsák, szamóca, vadszeder, málna, körte, szilva, őszibarack, kajszibarack, mandula, berkenye, galagonya, csalán, fikusz, komló és kender.

## Rendszerezés

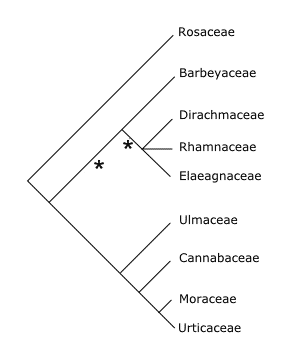
A Rosales rend kladogramja. A *-gal jelölt élek támogatottsága 50%, a többieké 80%

Kilenc család tartozik ide, a típuscsalád a Rosaceae. Ez a kilenc család (lásd a dobozt a jobb oldalon) a genetikai analízisen alapuló APG II-rendszerezés szerint összetartoznak. Az analízis kimutatta, hogy a régi Cronquist-rendszer szerinti Urticales rend a Rosales részét képezi. Az 1998-as APG-rendszerben még a Rosales családjai között szerepelt a Cecropiaceae is, molekuláris genetikai kutatások alapján azonban a 2003-as APG II-rendszerben már az Urticaceae nemzetségei közé sorolták be (Cecropia).
A rend erősen monofiletikus, az rbcL génszekvenciák vizsgálata alapján megállapítható a Rosaceae család alapi helyzete. Morfológiai szünapomorfia a rendben az erősen redukálódott vagy teljesen hiányzó endospermium.
A balra látható kladogramból kitűnik, hogy a Rosaceae család alapi helyzetben van. A többi család két fő ágra válik szét, az alsóba a Cronquist-rendszerbeli Hamamelididae alosztály Urticales rend családjai tartoznak. Ezek jellemzően tejnedveket és cisztolitokat tartalmaznak, virágtakarójuk redukált. A felső ágon a Rhamnaceae család emelhető ki a többi kis fajszámú család közül.

### Eltérések a Cronquist-rendszertől
Magának a rózsafélék családjának a kivételével az új rendszerezés teljesen eltérő a Cronquist-rendszer Rosales-leírásától, amely alább olvasható; a legújabb osztályozás szerint ezeket a családokat más rendekbe „száműzték”, zárójelben láthatók, hogy melyikbe:
- Alseuosmiaceae (Asterales)
- Anisophylleaceae (Cucurbitales)
- Brunelliaceae (Oxalidales)
- Bruniaceae (az Euasterids II be nem sorolt családja)
- Byblidaceae (Lamiales)
- Cephalotaceae (Oxalidales)
- Chrysobalanaceae (Malpighiales)
- Columelliaceae (az Euasterids II be nem sorolt családja)
- Connaraceae (Oxalidales)
- Crassulaceae (Saxifragales)
- Crossosomataceae (Crossosomatales)
- Cunoniaceae (Oxalidales)
- Davidsoniaceae (Cunoniaceae, Oxalidales)
- Dialypetalanthaceae (Rubiaceae, Gentianales)
- Eucryphiaceae (Cunoniaceae, Oxalidales)
- Greyiaceae (Melianthaceae, Geraniales)
- Grossulariaceae (Saxifragales)
- Hydrangeaceae (Cornales)
- Neuradaceae (Malvales)
- Pittosporaceae (Apiales)
- Rhabdodendraceae (Caryophyllales)
- Rosaceae
- Saxifragaceae (Saxifragales)
- Surianaceae (Fabales)

## Fordítás
- Ez a szócikk részben vagy egészben  a   Rosales című angol Wikipédia-szócikk ezen változatának fordításán alapul.  Az eredeti cikk szerkesztőit annak laptörténete sorolja fel. Ez a jelzés csupán a megfogalmazás eredetét és a szerzői jogokat jelzi, nem szolgál a cikkben szereplő információk forrásmegjelöléseként.